# Alexandria Ocasio-Cortez
Pour les articles homonymes, voir Ocasio, Cortez et AOC.
Alexandria Ocasio-Cortez (en anglais : /æləɡˈzændɹiə oʊˌkɑːsioʊ kɔːɹˈtɛz/, en espagnol : /aleɣˈsandɾja oˈkasjo koɾˈtes/), également désignée par ses initiales « AOC », née le 13 octobre 1989 dans l'arrondissement du Bronx de New York, est une femme politique américaine.
Candidate victorieuse aux élections de la Chambre des représentants de 2018 pour le 14e district de l'État de New York, elle est de ce fait élue représentante des États-Unis, devenant ainsi à 29 ans la plus jeune parlementaire jamais élue au Congrès des États-Unis. Se réclamant du socialisme démocratique dans la lignée de Bernie Sanders, elle soutient ce dernier aux primaires présidentielles du Parti démocrate de 2020 avant de se ranger derrière Joe Biden pour l'élection présidentielle de 2020. Elle est réélue représentante de son district new-yorkais lors des élections de la Chambre des représentants de 2020, lors des midterms de 2022 et enfin lors des élections de la Chambre des représentants de 2024 .
En compagnie de Rashida Tlaib, Alexandria Ocasio-Cortez est la première femme membre des Socialistes démocrates d'Amérique siégeant au Congrès. Le programme progressiste qu'elle promeut comprend une couverture maladie généralisée, les études universitaires gratuites, des emplois fédéraux garantis, un Green New Deal et l'abolition de l'agence de régulation de l'immigration aux États-Unis (ICE).

## Biographie

### Naissance et études
Alexandria Ocasio-Cortez naît dans le Bronx, l'un des arrondissements les plus pauvres de la ville de New York. Elle y vit pendant cinq ans. Sa famille déménage ensuite à Yorktown Heights, un quartier aisé situé en banlieue de New York,. Son père, architecte de profession, est également né dans le Bronx, tandis que sa mère est née à Porto Rico. Ses parents économisent pour qu'elle puisse fréquenter un bon établissement secondaire, principalement fréquenté par des élèves blancs. Ocasio-Cortez estime cependant ne pas avoir acquis dans cet établissement une quelconque « conscience de classe ». Elle déplore d'ailleurs que d'autres membres de sa famille n'aient pas eu droit à la même faveur.
Ocasio-Cortez effectue donc une scolarité de niveau secondaire à Yorktown de 2003 à 2007. Elle y remporte le deuxième prix de l’International Science and Engineering Fair grâce à un projet de recherche en microbiologie, ce qui incite l'Institut de technologie du Massachusetts (MIT) à choisir son nom pour baptiser un astéroïde, (23238) Ocasio-Cortez. À l'époque, Ocasio-Cortez souhaite devenir gynécologue.
Elle étudie ensuite à l'université de Boston où elle obtient un diplôme en économie et relations internationales en 2011, pour lequel elle se classe au quatrième rang. Durant cette période, elle travaille avec le sénateur démocrate Ted Kennedy sur les questions de l'immigration et du regroupement familial,, car elle est la seule membre de son équipe à parler espagnol.
Son père meurt d'un cancer des poumons en 2008. Son décès sans testament contraint alors Ocasio-Cortez et sa mère à livrer une longue bataille juridique successorale, notamment afin d'éviter la saisie de leur maison. Ocasio-Cortez interrompt alors ses études et retourne dans le Bronx où elle ne trouve que des emplois précaires, notamment de serveuse, pour faire vivre sa famille.

### Débuts politiques
Lors de la campagne présidentielle de 2008, Ocasio-Cortez fait du démarchage téléphonique pour le candidat démocrate Barack Obama.
Elle apprend qu'elle n'est pas inscrite sur les listes électorales et ne pourra donc pas prendre part à la primaire démocrate à l'élection présidentielle américaine de 2016, mais participe malgré tout à la campagne de Bernie Sanders dans le sud du Bronx. Elle y transforme un ancien salon de beauté en local militant et fait du porte-à-porte pour soutenir Sanders, mais ce dernier échoue cependant face à Hillary Clinton. Cette expérience permet à Ocasio-Cortez de se former à l’organisation d'élections et au militantisme. Cet engagement l’amène à soutenir des minorités autochtones à Standing Rock dans le Dakota du Sud.
Par la suite, plusieurs membres de son équipe de campagne lancent le mouvement Brand New Congress (en) (BNC), qui vise à présenter des candidats inconnus proches de la gauche du parti aux élections suivantes. Comme 11 000 personnes, Gabriel Ocasio-Cortez envoie une lettre de candidature, mais pour sa grande sœur. Après avoir manifesté contre la construction d'un oléoduc dans une réserve indienne du Dakota du Nord, elle est repérée par les responsables du BNC, qui lui font suivre une formation à la communication médiatique et à la politique.

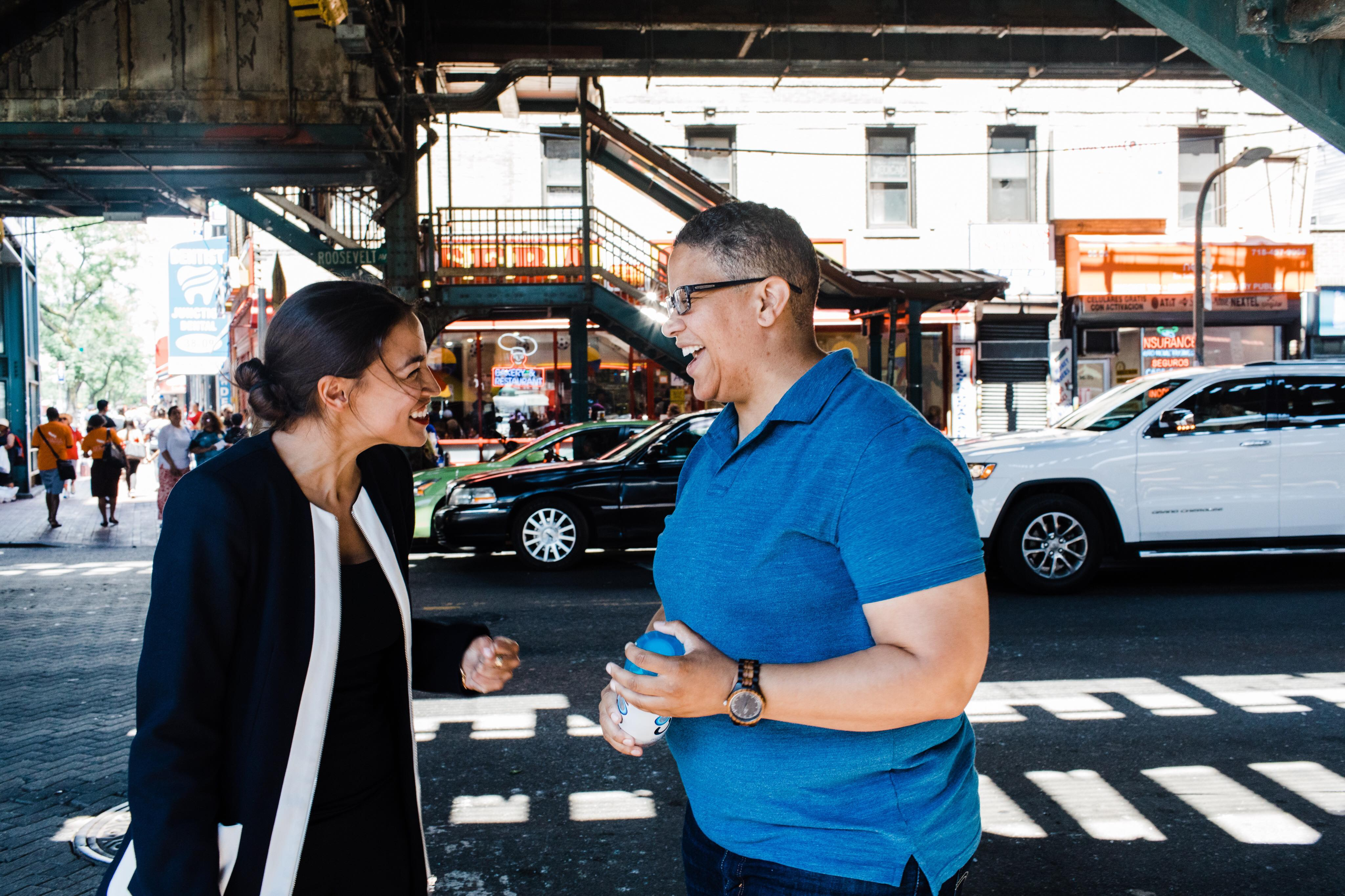
Alexandria Ocasio-Cortez durant sa campagne électorale, en septembre 2018.

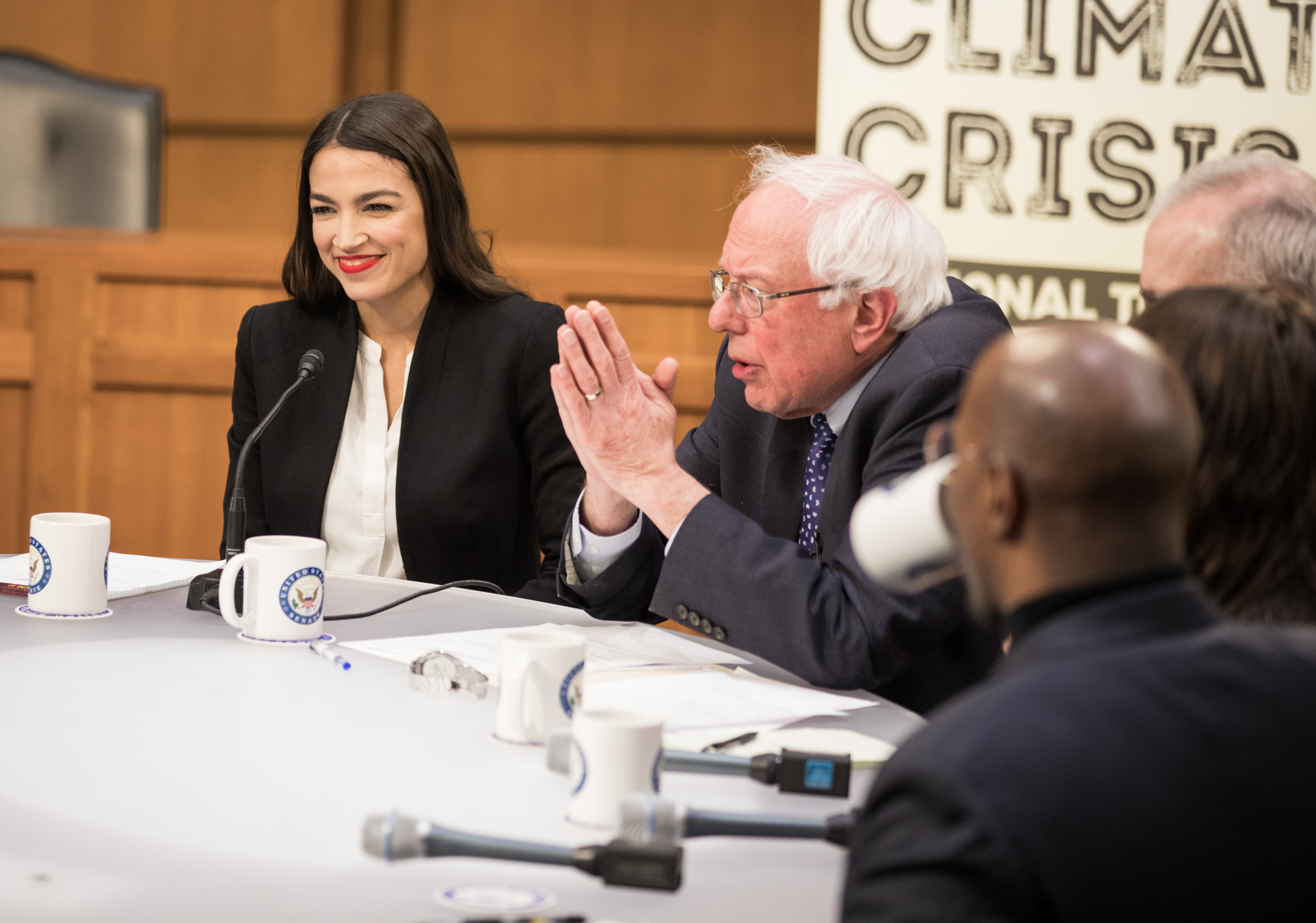
Alexandria Ocasio-Cortez et Bernie Sanders, en décembre 2018. Elle soutient le candidat pour les primaires présidentielles du Parti démocrate américain de 2020.

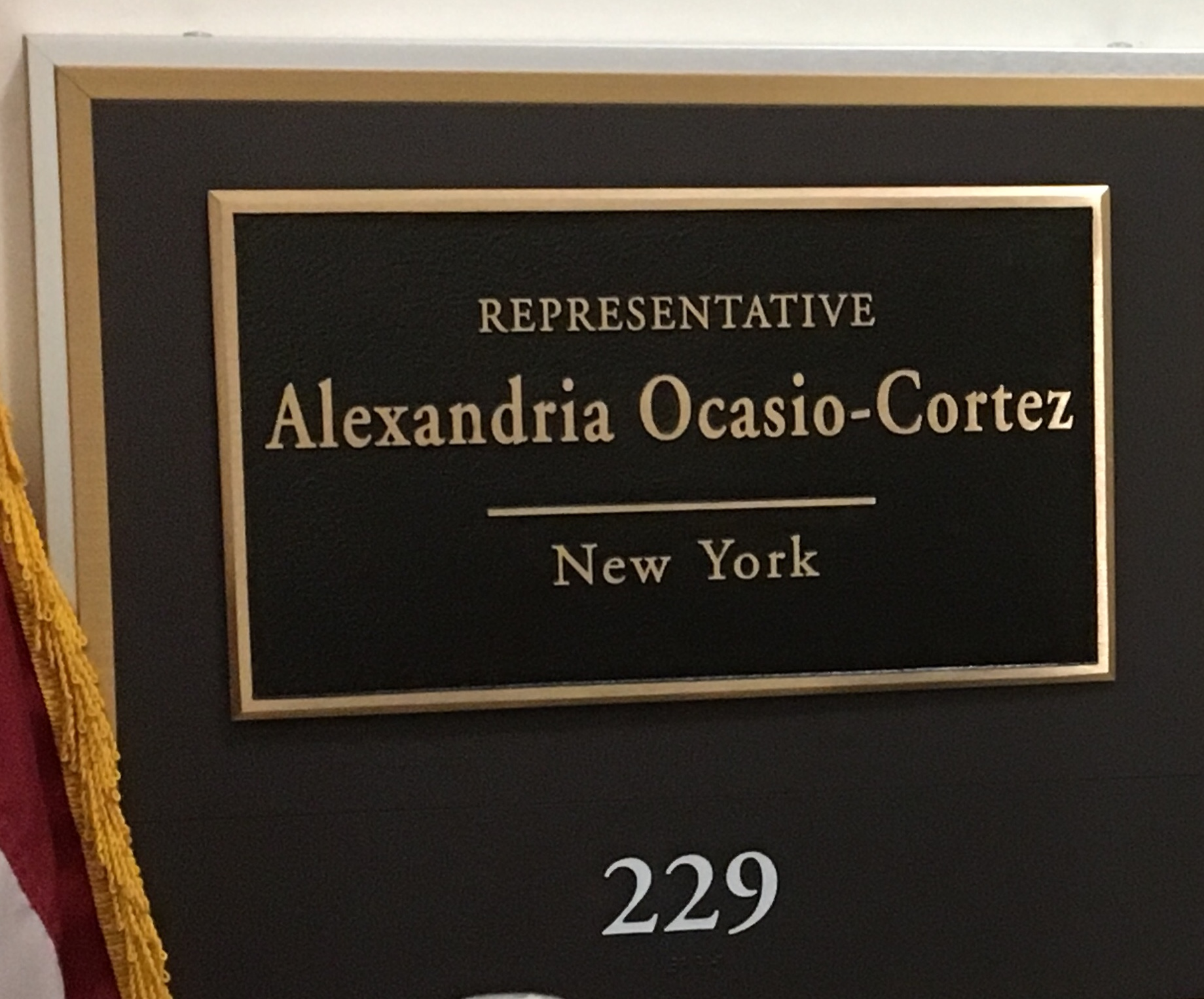
La plaque signalétique du bureau d'Alexandria Ocasio-Cortez, en 2018.

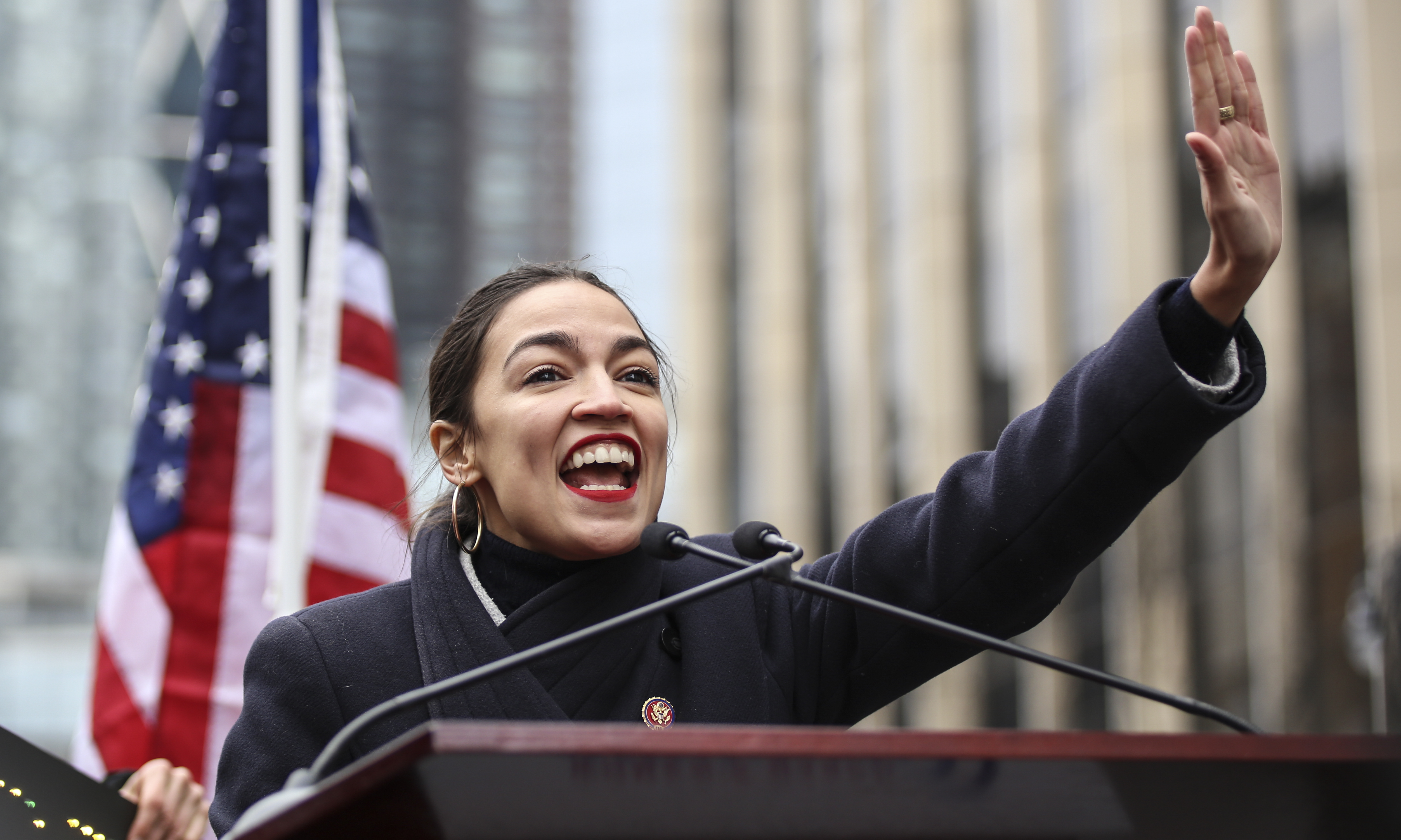
Alexandria Ocasio-Cortez lors de la 2019 Women's March se déroulant dans la ville de New York, en janvier 2019.

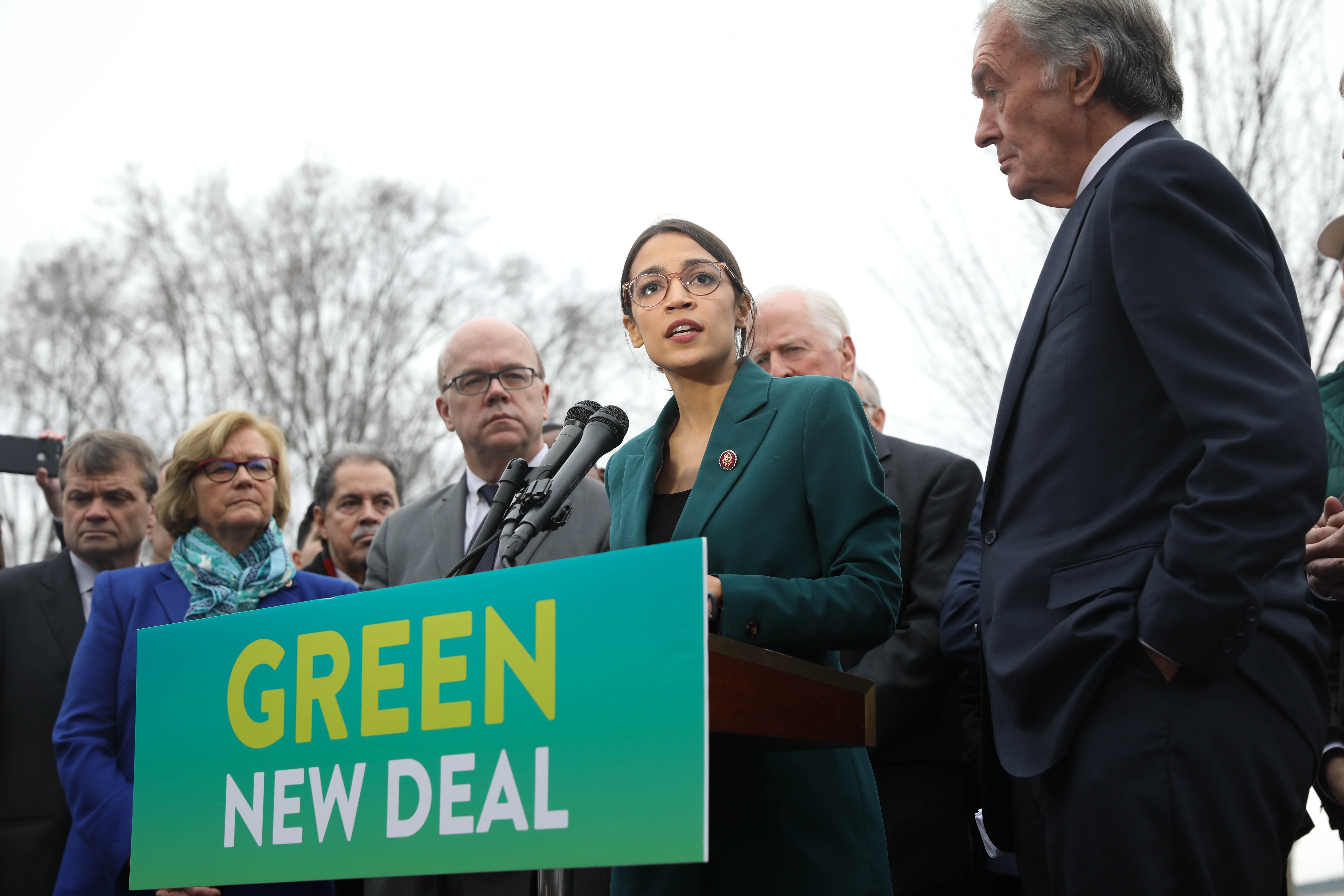
Alexandria Ocasio-Cortez parlant du Green New Deal en compagnie du sénateur Ed Markey devant le bâtiment du Capitole, en février 2019.

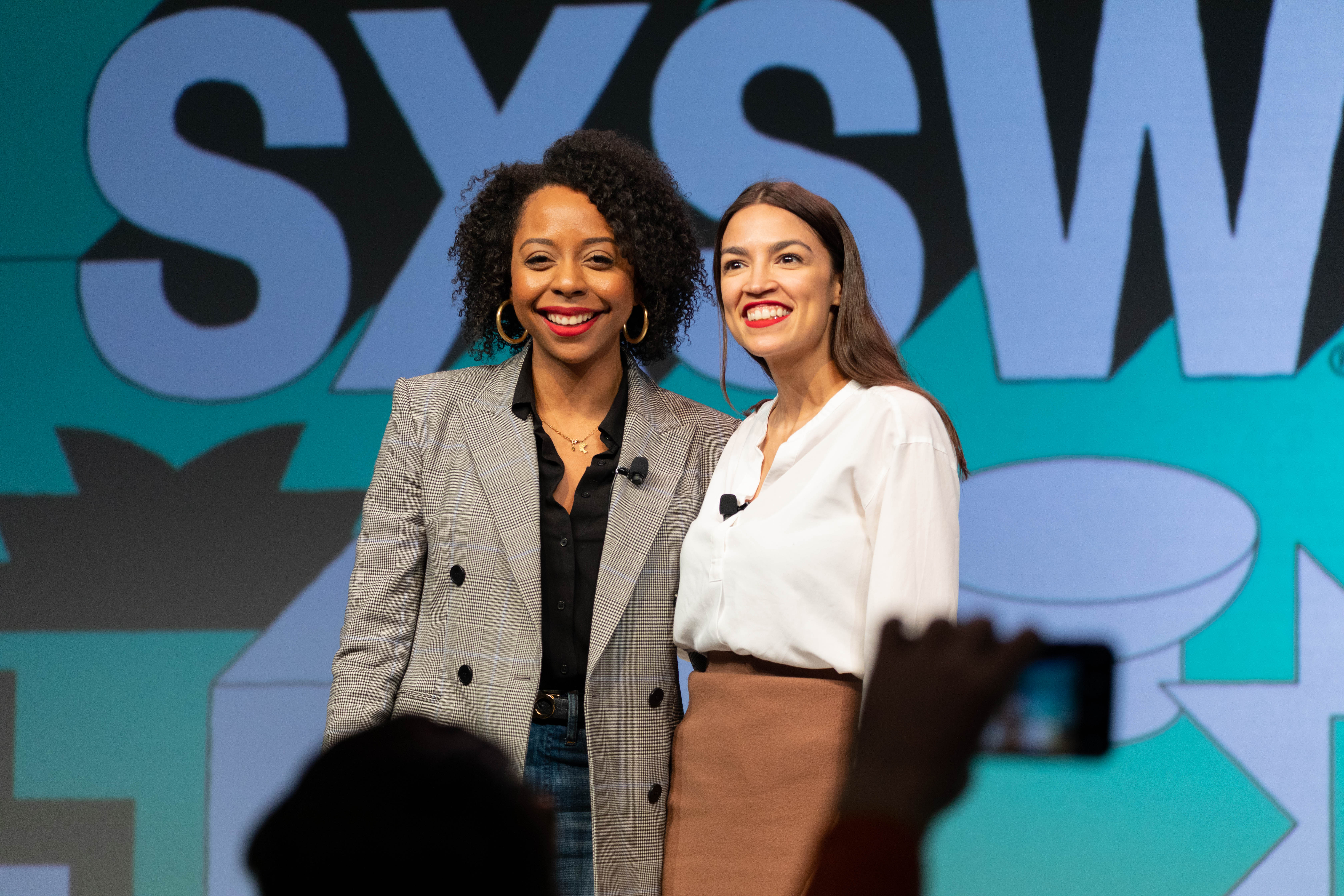
Alexandria Ocasio-Cortez lors du South by Southwest à Austin au Texas, en mars 2019.

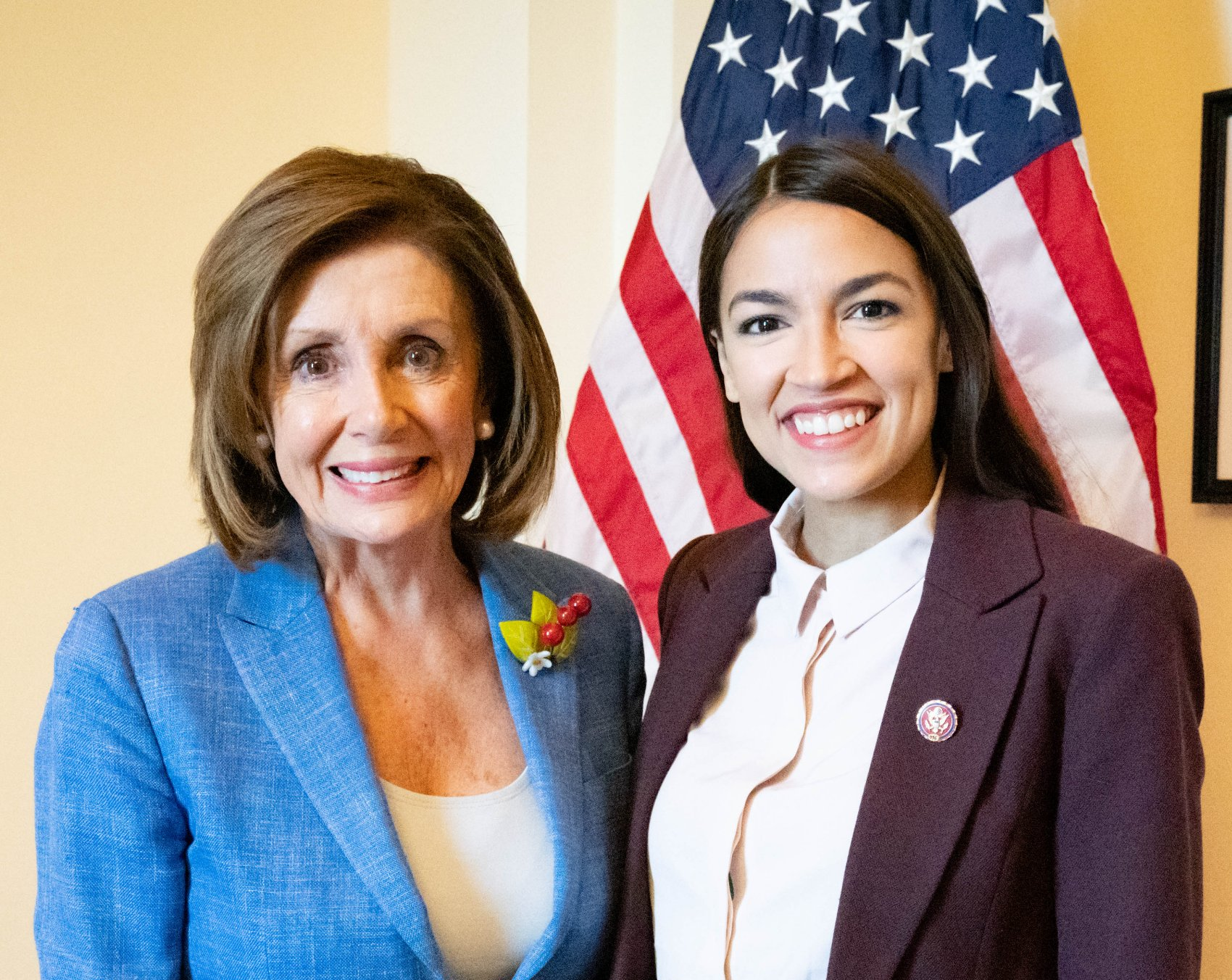
Alexandria Ocasio-Cortez et Nancy Pelosi, présidente de la Chambre des représentants des États-Unis, en juillet 2019.

### Élection en tant que députée à la Chambre des représentants
En 2018, Ocasio-Cortez se présente à la primaire démocrate de la 14e circonscription de l’État de New York, un territoire s'étendant sur deux arrondissements de la ville de New York (l'est du Bronx et le nord du Queens) et dont la moitié de la population est d'origine hispanique. Le 26 juin 2018, elle remporte la primaire avec 57 % des voix, battant le sortant et principal candidat du Parti démocrate, Joseph Crowley,,, malgré un écart important entre leurs budgets de campagne (194 000 $ pour Ocasio-Cortez, contre 3,4 millions pour Crowley). La campagne d’Ocasio-Cortez se distingue par l’utilisation d’outils modernes tels que les réseaux sociaux et par le démarchage d'électeurs traditionnellement abstentionnistes, alors que son adversaire, certain de l'emporter, adopte une attitude condescendante. Cette campagne est relatée par Rachel Lears dans le film Cap sur le Congrès, diffusé en 2019 sur la plateforme de vidéos à la demande Netflix,.
Se réclamant du socialisme démocratique, Ocasio-Cortez est soutenue par les Socialistes démocrates d'Amérique, dont elle fait partie, et par Bernie Sanders. L'establishment démocrate minimise sa victoire : Nancy Pelosi en parle ainsi comme d’un simple « phénomène local ».
En battant le candidat républicain Anthony Pappas, Ocasio-Cortez est élue représentante de la 14e circonscription de New York à la Chambre des représentants des États-Unis lors des élections midterms de novembre 2018, avec 78 % des suffrages exprimés. Elle devient ainsi la plus jeune candidate jamais élue au Congrès. La veille de sa prestation de serment devant le Congrès, une vidéo de 2010 la montrant, alors jeune étudiante à l'université de Boston, dansant sur un toit avec d'autres étudiants est diffusée sur internet pour tenter de la discréditer. Il s'agissait d'une vidéo promotionnelle d'une association étudiante à laquelle elle appartenait. Loin de lui porter préjudice, cette vidéo renforce plutôt l’image d’Ocasio-Cortez, d'autant plus qu'elle réagit en se faisant filmer esquissant quelques pas de danse devant son nouveau bureau au Congrès et en formulant le commentaire suivant : « J’entends dire que le Parti républicain pense que les femmes qui dansent sont scandaleuses. Attendez qu’ils découvrent que les femmes parlementaires dansent aussi ! ».
En octobre 2019, elle apporte son soutien à la candidature de Bernie Sanders pour les primaires démocrates de 2020. Elle déclare en janvier 2020 que dans un autre pays elle ne serait probablement pas membre du même parti politique que le favori de ces primaires, Joe Biden, souvent perçu comme un candidat trop libéral aux yeux de l’aile gauche du Parti démocrate. Bernie Sanders abandonne la course en avril et un mois plus tard, il met en place des forces opérationnelles (task forces) communes avec les équipes de Joe Biden, destinées selon le site Mediapart « à afficher l’union politique des démocrates face à Trump et à discuter du programme présidentiel de Biden ». Ocasio-Cortez est ainsi nommée présidente de la Commission climat de l'équipe de campagne de Joe Biden, aux côtés de John Kerry, ancien secrétaire d'État des États-Unis entre 2013 et 2017.

### Réélection en 2020
Ocasio-Cortez est opposée lors de la primaire démocrate de juin 2020 dans l’État de New York à Michelle Caruso-Cabrera, proche de l'aile droite du parti. Cette dernière bénéficie de l’aide financière de milliardaires de Wall Street. Ocasio-Cortez remporte largement la primaire avec 74,6 % des suffrages. Ainsi réinvestie par le Parti démocrate pour l'élection de 2020, elle est ensuite réélue à la Chambre des représentants avec 71,6 % des suffrages.
Le 6 janvier 2021, Ocasio-Cortez est témoin de l'assaut du Capitole, qu'elle raconte plus tard dans une vidéo diffusée sur le réseau social Instagram. Elle confie s'être cachée dans les toilettes et avoir cru qu'elle allait mourir. Elle assimile l’attitude des parlementaires qui souhaitent « passer à autre chose » après l'assaut au déni des auteurs d'agressions, elle-même ayant été victime par le passé d'une agression sexuelle.

### Réélection en 2022
Aucun autre candidat démocrate ne se présente contre Ocasio-Cortez pour les primaires démocrates à l'élection de 2022. Elle fait ensuite face à la républicaine Tina Forte, qu’elle bat le 8 novembre 2022 avec plus de 70% des suffrages.

### Réélection en 2024
Elle est réélue à la Chambre des représentants à l'occasion des élections de 2024.
Dans les mois qui suivent, elle organise avec Bernie Sanders une série de rassemblements à travers les États-Unis afin de s'opposer à la politique de Donald Trump et de promouvoir des idées progressistes comme l'assurance-maladie universelle ou l'impôt sur le revenu. Au sein d'un Parti démocrate qui peine à faire entendre ses positions depuis le début du second mandat de Trump, elle s'impose comme l'une des figures marquantes de son camp,.

## Positions politiques
Ocasio-Cortez se qualifie de « socialiste démocrate ». Elle soutient des politiques progressistes en faveur de l'assurance-maladie pour tous, de la garantie de l'emploi et de la gratuité des études universitaires publiques. Elle soutient également la fin de la privatisation des prisons et l'adoption de politiques de contrôle des armes à feu. Elle se sent proche des idées du ministre de la Justice Robert Francis Kennedy.

### Éducation
Ocasio-Cortez a fait campagne en faveur de la gratuité de la scolarité dans les universités et les écoles publiques. Elle affirme en effet que le coût de la facture fiscale du Grand Old Party permettrait de rembourser l'intégralité des dettes d'emprunt des étudiants des États-Unis.

### Environnement
Ocasio-Cortez se dit intransigeante sur les questions climatiques. Elle demande que les États-Unis passent à l’horizon 2035 à un réseau électrique reposant à 100 % sur les énergies renouvelables, afin de mettre fin à l'utilisation des combustibles fossiles. Elle appelle également à un « Pacte vert » étasunien, par lequel le gouvernement fédéral investirait dans d’ambitieux projets d'infrastructure écologiques.
Ocasio-Cortez considère le mouvement des Gilets jaunes en France comme « le parfait exemple de ce qui se passe quand on oublie la justice sociale » et appelle à l’adoption de politiques conjointes en faveur de l’environnement et de la réduction des inégalités.

### Économie
Ocasio-Cortez critique le système capitaliste des États-Unis, où l'ascenseur social tend à se restreindre depuis plusieurs décennies : « Je suis persuadée que ce système est en phase terminale. Les gens travaillent soixante, voire quatre-vingts heures par semaine, et ils n'arrivent pas à nourrir leur famille ». Elle s'en prend aussi à l'absence de protection sociale pour les ouvriers.

### Capitalisme
En mars 2019, Ocasio-Cortez déclare que, dans un système capitaliste, « le plus important est la concentration du capital et la recherche et la maximisation du profit », ajoutant : « et cela coûte cher à l'Homme et à l'environnement, donc le capitalisme est irrécupérable ». Elle n'estime pas que toutes les composantes du capitalisme devraient être abandonnées, mais « nous tenons compte des conséquences du fait de faire passer le profit en premier, dans la société. Cela signifie que les gens n'ont pas les moyens de vivre. Pour moi, c'est une question de priorités et actuellement, je ne pense pas que notre modèle soit durable ». « C’est tout autant une transformation que la mise en place de la démocratie sur le lieu de travail, de sorte que nous n'ayons pas à vérifier nos droits à chaque fois que nous franchissons le seuil de notre lieu de travail », dit-elle. « Parce qu'en fin de compte, en tant que travailleurs et membres de la société, nous sommes ceux qui créent la richesse ».

### Fiscalité
Elle propose d'introduire un taux marginal de 70 % sur les tranches de revenu supérieures à 10 millions de dollars afin de financer le Green New Deal. Des experts interrogés par le Washington Post affirment que cela rapporterait 72 milliards par an sur 10 ans.
Le prix Nobel d'économie 2008 Paul Krugman estime qu'Alexandria Ocasio-Cortez est totalement en phase avec les recherches économiques sérieuses. Il cite Peter Diamond, autre prix Nobel (expert en finances publiques) et Emmanuel Saez (experts en inégalités), qui estiment le taux supérieur optimal à 73 %. À l'opposé, les Républicains considèrent que les baisses de taxes profitent à l'économie. Selon Paul Krugman, « la preuve est totalement contre eux », qui publie un graphique d'évolution simultané du taux supérieur marginal d'imposition et du taux de croissance de l'économie américaine entre 1957 et 2017.

### Soins de santé
Elle soutient la transition vers un système de santé à payeur unique, décrivant les soins de santé comme des « droits humains ». Selon elle, un seul assureur gouvernemental devrait s'assurer que chaque Américain a une assurance, tout en réduisant les coûts globaux. Sur son site Internet, elle déclare : « Presque tous les pays développés du monde ont des soins de santé universels. Il est temps que les États-Unis rattrapent le reste du monde en veillant à ce que tous les citoyens bénéficient d'une véritable couverture de soins de santé sans faire sauter la banque ».

### Immigration

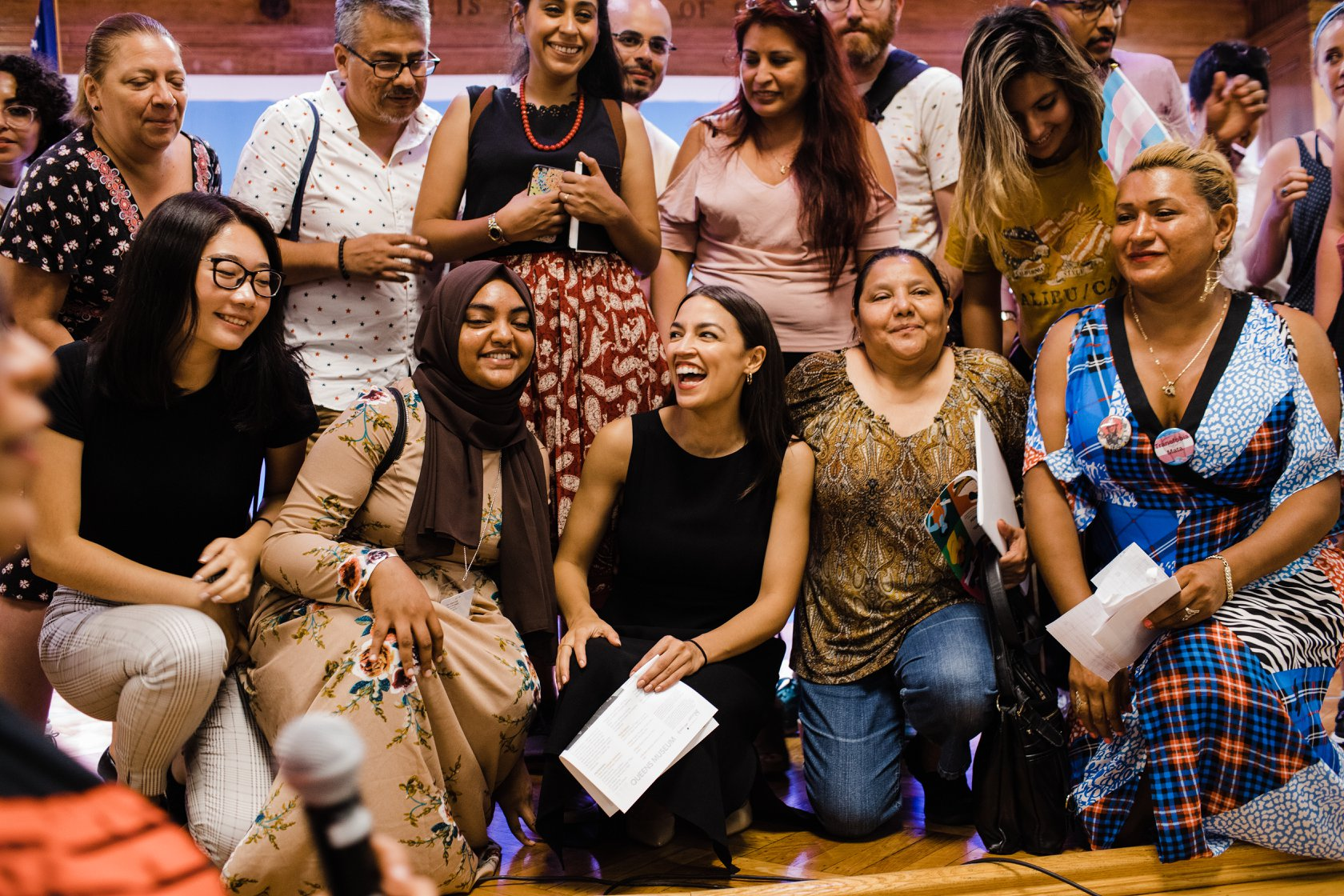
Alexandria Ocasio-Cortez dans la salle de spectacle le The Town Hall située dans l'arrondissement de Manhattan, en juillet 2019.

À plusieurs reprises, Alexandria Ocasio-Cortez a exprimé son soutien au désendettement et à la suppression de l'agence américaine ICE (Immigration and Customs Enforcement). En février 2018, elle considérait que l'ICE était « un produit de la série de lois de l'ère Bush et du USA PATRIOT Act » et « un organisme de contrôle qui adopte chaque jour un ton plus paramilitaire »,. En juin de la même année, elle a précisé qu'au lieu de dissoudre totalement l'agence, elle voudrait « créer une voie d'accès à la citoyenneté pour davantage d'immigrés, par la décriminalisation ». Elle a ensuite clarifié le fait qu'il ne s'agissait pas de cesser toutes les expulsions. Elle a surnommé les centres de détention pour immigrés du département de la Sécurité Intérieure les « sites noirs », notamment car l'accès au public y est limité. Deux jours avant sa première élection, elle a participé à une manifestation contre un centre de l'ICE détenant des enfants, à Tornillo au Texas.

### Sécurité
Elle milite pour la fermeture de nombreuses prisons. Elle soutient le mouvement Defund the Police (en), qui promeut le désinvestissement des services de police au profit d'une réaffectation des budgets à des formes non policières de sécurité publique et de soutien communautaire.
En juillet 2021, le journal conservateur New York Post affirme qu'elle aurait versé 4 636 dollars à Tullis Worldwide Protection pour des « services de sécurité » entre janvier et juin 2021, sur un total de 34 000 dollars qui auraient été consacrés en sécurité privée et en consultants au premier semestre 2021.

### Corruption
En février 2019, membre du Comité de surveillance et de réforme de la Chambre des représentants des États-Unis (The House Oversight Committee), elle prononce un discours engagé contre la corruption. Par une série de questions posées au comité d'experts d'éthique, elle développe une argumentation pour demander une réforme des financements de campagne ainsi qu'un renforcement des lois gouvernementales d'éthique. Son intervention est surnommée le « Corruption Game ». Depuis, elle n'hésite pas à dénoncer l'usage « d'argent sale » en politique.

### Destitution du président Donald Trump
Le 28 juin 2018, elle déclare à la chaîne de télévision CNN International qu'elle soutiendrait la destitution du président républicain Donald Trump.

### Féminisme
Le 23 juillet 2020, elle prononce un discours très remarqué au Congrès, dans lequel elle recadre l'élu républicain Ted Yoho qui l'avait qualifiée deux jours auparavant de « fucking bitch » (« putain de salope », « sale pute »). Relevant l'insulte sexiste, elle dénonce de manière plus générale les violences verbales faites aux femmes,,,.

## Résultats électoraux

### Primaires démocrates
| Candidat                 | Votes  | %    |
| ------------------------ | ------ | ---- |
| Alexandria Ocasio-Cortez | 16 898 | 56,7 |
| Joseph Crowley           | 12 880 | 43,3 |
| Total                    | 29 778 | 100  |

| Candidat                     | Votes  | %    |
| ---------------------------- | ------ | ---- |
| Alexandria Ocasio-Cortez     | 27 460 | 72,6 |
| Michelle Caruso-Cabrera (en) | 7 393  | 19,5 |
| Badrun Khan                  | 2 040  | 5,4  |
| Sam Sloan (en)               | 932    | 2,5  |
| Total                        |        | 100  |

### Élections de laChambre des représentants
| Année | Alexandria Ocasio-Cortez | Républicain | Working Families Party | Women's Equality Party | Parti conservateur de l'État de New York (en) | Parti de la réforme des États-Unis d'Amérique | Autres partis |
| Année |                          |             |                        |                        |                                               |                                               |               |
| 2018  | 78,2 %                   | 13,6 %      | 6,6 %                  | 6,6 %                  | 1,6 %                                         | N/A                                           | –             |
| 2020  | 71,6 %                   | 27,4 %      | –                      | –                      | –                                             | –                                             | 0,9 %         |
| 2022  | 70,60 %                  | 27,34 %     | –                      | –                      | 1,89 %                                        | –                                             | 0,17 %        |
| 2024  | 68,9 %                   | 31,1 %      | –                      | –                      | –                                             | –                                             | –             |